# Peter Cambor
Peter Cambor (ur. 28 września 1978 w Houston) – amerykański aktor filmowy i telewizyjny.

## Filmy
- 2002: The J2 Project jako J2
- 2002: Up to the Roof jako Alexander
- 2018: Kto napisze naszą historię – Hersz Wasser (głos)

## Seriale TV
- 2009: Agenci NCIS: Los Angeles jako Nate Getz
- 2009: Agenci NCIS jako Nate Getz (Gościnnie)
- 2009: Zaufaj mi (Trust Me) jako Andrew Hunter (Gościnnie)
- 2008: Gdzie pachną stokrotki jako Dusty Fitz (Gościnnie)
- 2006: Projekt Dziecko (Notes from the Underbelly) jako Andrew (Gościnnie)
- 2005: Wzór (serial telewizyjny) jako Logan Oliver (Gościnnie)